# Vleermuisbom
De vleermuisbom (Engels: Bat Bomb) is een potentieel 'alternatief voor de atoombom', waar Amerikaanse wetenschappers in het grootste geheim aan werkten tijdens de Tweede Wereldoorlog. Vleermuizen met bommen moesten Japanse steden en industriegebieden in brand steken. Het idee op zich was niet nieuw; de viking Harald Hardråde had in de 11de eeuw reeds brandende mussen gebruikt om steden te bestoken.

## Het plan
Het idee werd geboren vlak na de Japanse aanval op Pearl Harbor op 7 december 1941; Tandarts Lytle Adams had zich een aantal maanden afgezonderd en werkte het plan uit dat vleermuizen met een minibom boven Tokio of een ander enorm industriegebied uit een vliegtuig gesmeten zouden worden. Doordat het tijdbommen waren, zouden er opeens duizenden branden ontstaan in de Japanse gebouwen die van hout en papier geconstrueerd waren. Adams stuurde zijn plan naar het Witte Huis in Washington. In het voorjaar van 1942 kwam dit plan op het bureau van president Roosevelt die meteen enthousiast reageerde maar toch een hoogst merkwaardige memo naar het leger stuurde:
Al klinkt dit als volslagen waanzin, het is de moeite van het onderzoeken waard.

## De uitwerking

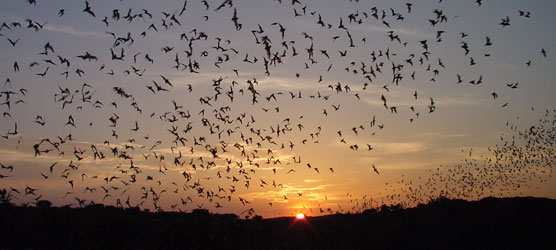
Guanovleermuizen komen in zuiden van de VS in groten getale voor. (New Mexico)

Het leger ging dadelijk aan de slag. Men moest eerst uitzoeken welk type vleermuis het best gebruikt kon worden. De keuze voor de Guanovleermuis was er gekomen om 2 redenen:
1. Het kleine dier kan tijdens het vliegen een veelvoud van zijn gewicht dragen.
2. In de grotten van Texas, New Mexico en Arizona waren deze dieren in onwaarschijnlijke aantallen voorhanden.

Tijdens de zomer van 1942 werden enorme vangoperaties op touw gezet zodat men in het najaar aan de experimenten kon beginnen. Ze werden dan in koelboxen gestoken waarna ze in een winterslaap vielen. De man die de bommen zou ontwikkelen was Louis Fieser, een Harvard-hoogleraar die ook al mede-uitvinder was van Napalm. Samen met explosievenexperten ontwierp hij een minibom die net groot genoeg was zodat de vleermuis ermee zou kunnen vliegen. Het perfecte gewicht bleek 18 gram te zijn. Om de betrouwbaarheid en de effectiviteit te garanderen waren dit zeer eenvoudige mechanismen. De bommen werden bevestigd op de vleermuizen en ze werden dan in kokers gestopt die op hun beurt in grote bakken zaten die voorzien waren van parachutes.
Begin 1943 werd alles in gereedheid gebracht om de nieuwe bommen te testen. Een B-25 vloog met ongeveer 3500 vleermuizen naar 1,5 km hoogte om ze dan te lossen. Op 350 meter hoogte gingen de bakken dan open om de vleermuizen te verspreiden maar doordat de dieren nog in hun winterslaap zaten storten ze allen neer.

## Het einde van het project
Midden 1943 ontwaakten enkele (honderden) vleermuizen uit hun winterslaap en zochten een onderkomen in een pas gebouwde legerbasis, die ze bijna volledig in de as legden. Dit was voor het leger het teken dat het tijd was om met het project te stoppen.
Op 6 augustus 1945 viel de eerste atoombom op Hiroshima.